# Daniel Palladino
Daniel Palladino é um cineasta, produtor de televisão e roteirista norte-americano, conhecido pela direção do desenho animado Family Guy. Como reconhecimento, foi indicado ao Primetime Emmy Awards 2019.